# Cascada de Jägala
La cascada de Jägala es la mayor cascada natural de Estonia, (la más alta es la cascada de Valaste que posee 30,5 metros). 
La cascada de Jägala se encuentra en el curso inferior del río Jägala, a la altura del municipio de Jõelähtme, junto a la aldea de Jägala-Joa, a 25 kilómetros al este de Tallin. La cascada se sitúa a tres kilómetros de la desembocadura del río en la bahía de Ihasalu, en el golfo de Finlandia.
La cascada posee una altura de entre 7,8 a 8,1 metros y un ancho de 50 metros. Debido a la fuerza del agua el borde de piedra caliza retrocede 3 cm al año, por esto se ha creado un valle de 300 metros de largo y una profundidad de 12 a 14 metros. El máximo volumen de agua se alcanza en primavera y verano, mientras que en invierno la cascada se hiela.
En la lengua nativa la cascada era llamada Joarüngas. Probablemente fue un sitio de ritos precristianos. Alrededor de 1240 ya se encuentra instalado en el lugar un molino de agua del cual existen referencias hasta 1688. En 1917 se instaló cerca de la cascada una planta de energía eléctrica y una planta de celulosa que dejaron de funcionar a finales de la Segunda Guerra Mundial.
La cascada salva el paso del río desde la meseta de Harju al norte de la llanura costera del norte de Estonia. La meseta de Harju formada en el cámbrico está compuesta por rocas sedimentarias calizas la llanura en cambio está formada en el ordovícico. Este desnivel forma parte del escarpe llamado Klint Báltico que va desde la isla de Öland en Suecia hasta el óblast de Leningrado en Rusia. En los alrededores de la cascada se pueden encontrar algunos fósiles como los cefalópodos.

## Galería de imágenes

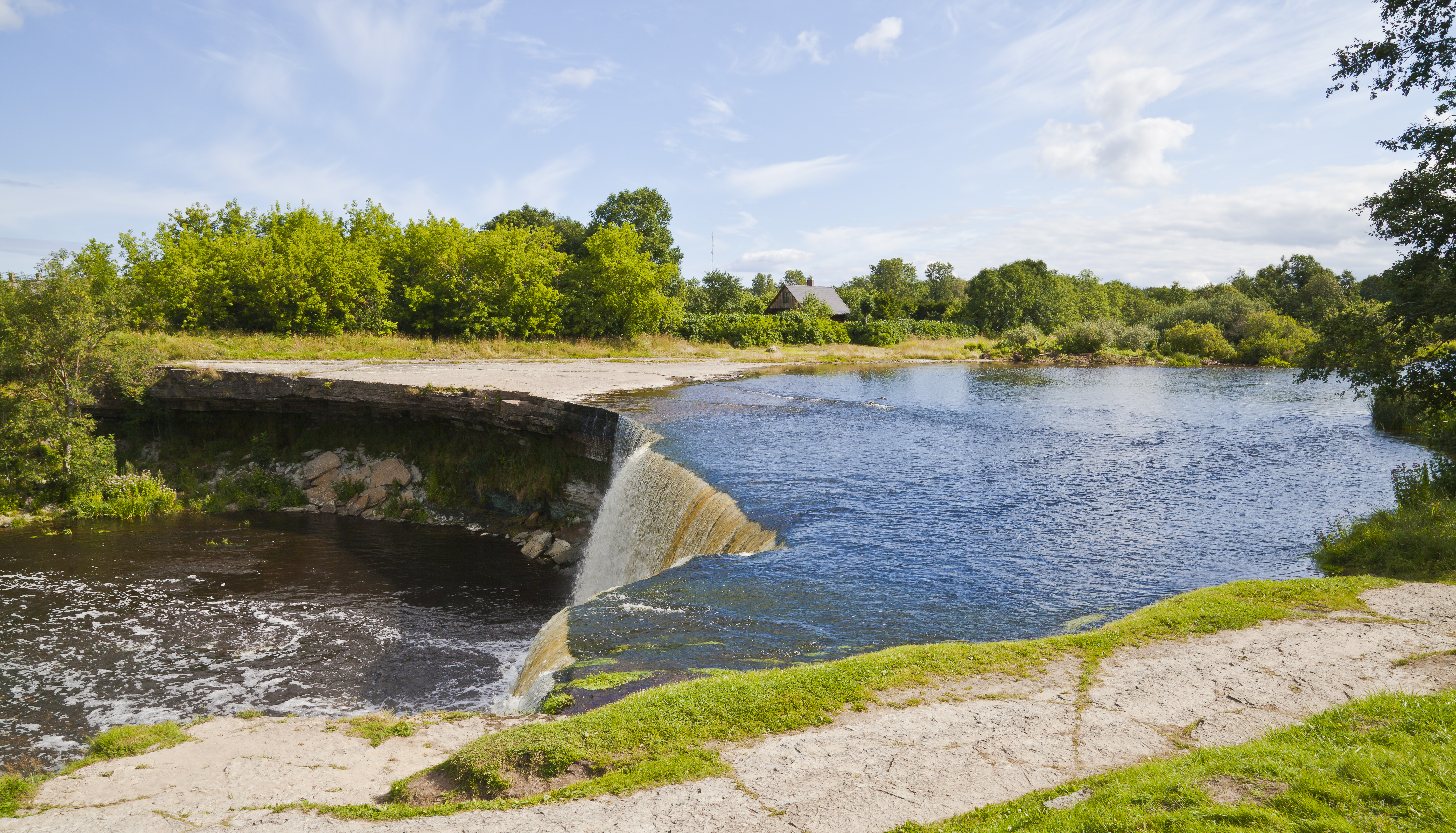
Vista general.
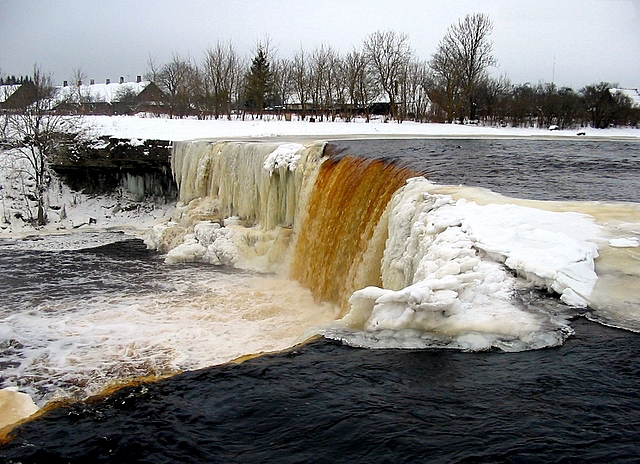
Vista de la cascada en invierno.
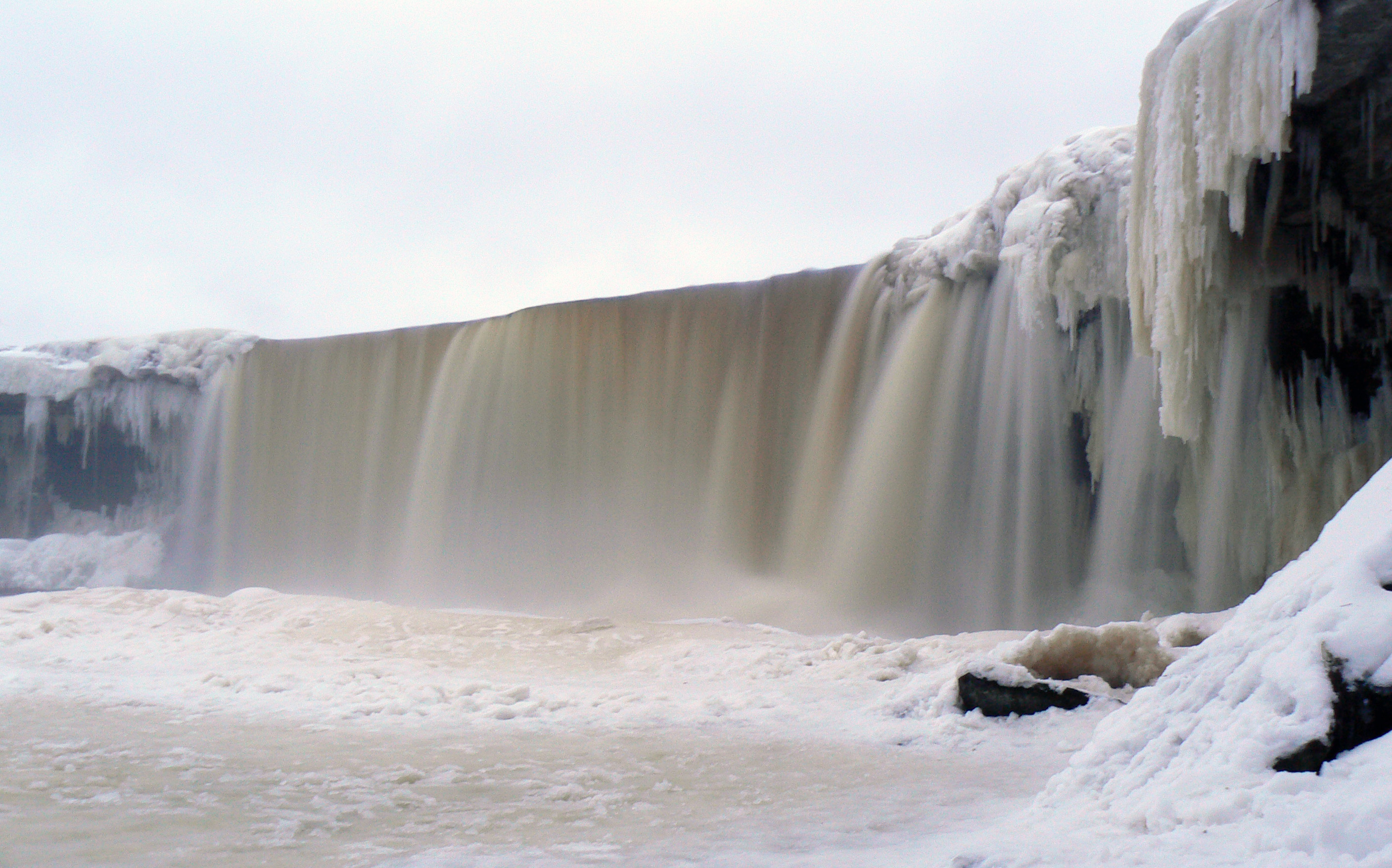
Vista de la cascada helada.
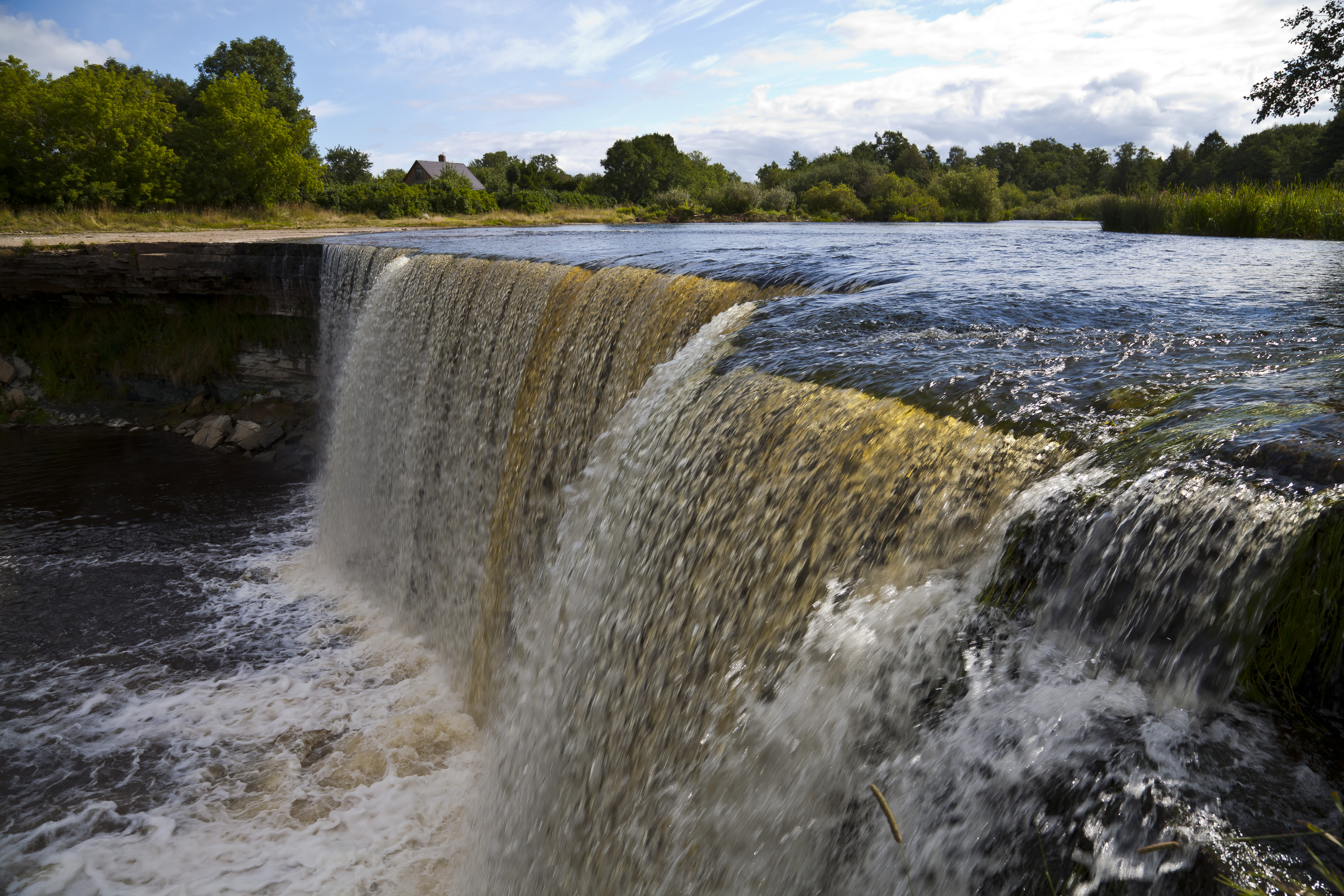
Cascada en verano.